# Градусо-сутки отопительного периода
Градусо-сутки отопительного периода (ГСОП) —  показатель, равный произведению разности температуры внутреннего воздуха и средней температуры наружного воздуха за отопительный период на продолжительность отопительного периода.

## Формула
{\displaystyle GSOP=\ (t_{v}-t_{8})z_{8}}, где
{\displaystyle t_{v}} — расчётная температура внутреннего воздуха, °С,
{\displaystyle t_{8}} — средняя температура периода со средней суточной температурой воздуха ниже или равной 8°С,
{\displaystyle z_{8}} — продолжительность (в сутках) периода со средней суточной температурой воздуха ниже или равной 8°С.